# 451-es busz (Kecskemét)
A kecskeméti 451-es jelzésű autóbusz a Széchenyi térről indulva érinti a Szent István-várost, majd visszatér a végállomásra. A viszonylatot a Kecskeméti Közlekedési Központ megrendelésére az Inter Tan-Ker Zrt. üzemelteti.

## Története
Az 1990-es években a műkertvárosi lakótelep és a Széchenyi tér között közlekedett. 2017. július 1-jén újraindult.

## Útvonala
| Széchenyi tér ► Műkertváros ► Széchenyi tér |
| --- |
| Széchenyi tér vá. – Szilády Károly körút – Kölcsey utca – Dobó István körút – Batthyány utca – Katona József tér – Csányi János körút – Csongrádi út – Kurucz tér – Műkerti sétány – Mártírok útja – Szent István körút – Csokor utca – Klebersberg Kuno utca – Mártírok útja – Műkerti sétány – Csongrádi út – Beniczky utca – Csányi János körút – Koháry István körút – Hornyik János körút – Széchenyi tér vá. |

## Megállóhelyei
Az átszállási kapcsolatok között az azonos útvonalon, de széchenyivárosi betéréssel közlekedő 450-es busz nincs feltüntetve.
| 0  | Széchenyi tér végállomás | |
| 3  | Katona József Színház    | 1, 2, 2A, 2D, 2S, 4, 4A, 4C, 6, 7, 7C, 11, 11A, 12, 13, 13K, 15, 18, 19, 20H, 23, 23A, 28, 32 Helyközi buszok                |
| 4  | Ótemető utca             | |
| 5  | Kurucz tér               | |
| 7  | Műkerti sétány           | |
| 8  | Platán Otthon            | |
| 9  | Gizella tér              | 12D, 25 |
| 10 | Csokor utca              | 12D, 25 |
| 11 | Klebelsberg utca         | 12D, 25 |
| 13 | Kertvárosi iskola        | 12D, 25 |
| 14 | Vadaskert                | 12D, 25 |
| 15 | Platán Otthon            | |
| 16 | Műkerti sétány           | |
| 17 | Kurucz tér               | |
| 18 | Csongrádi úti Óvoda      | |
| 19 | Posta                    | |
| 23 | Széchenyi tér végállomás | 2, 2A, 2D, 2S, 4, 4A, 4C, 5, 6, 7, 7C, 9, 10, 11, 11A, 12, 13, 13D, 13K, 14, 16, 18, 20, 20H, 23, 23A, 28, 29, 34A, 169, 916 |